# Партійна коаліція
Партійна коаліція — форма співпраці між політичними партіями, які, спираючись на існуючі можливості та умови, об'єднуються задля реалізації поставленої мети.
Партії, що утворюють коаліцію зазвичай відрізняються якими-небудь програмними установками, але водночас поділяють загальну програмову мету.
Політичну коаліцію утворюють політичні партії, а її різновид — парламентську коаліцію — фракції та окремі групи в парламенті.

## Причини створення коаліцій
У політичному житті партії дуже часто змушені вдаватися до співпраці між собою, формуючи різного роду партійні коаліції з метою участі у владі, впливу на політичні процеси. Партії, які беруть участь у формуванні партійної коаліції, ризикують утратити свою ідентичність; однак переконання, що остаточний результат принесе більше користі, у них переважає. Коаліційна діяльність характерна переважно для консенсусних демократій.

## Різновиди коаліцій

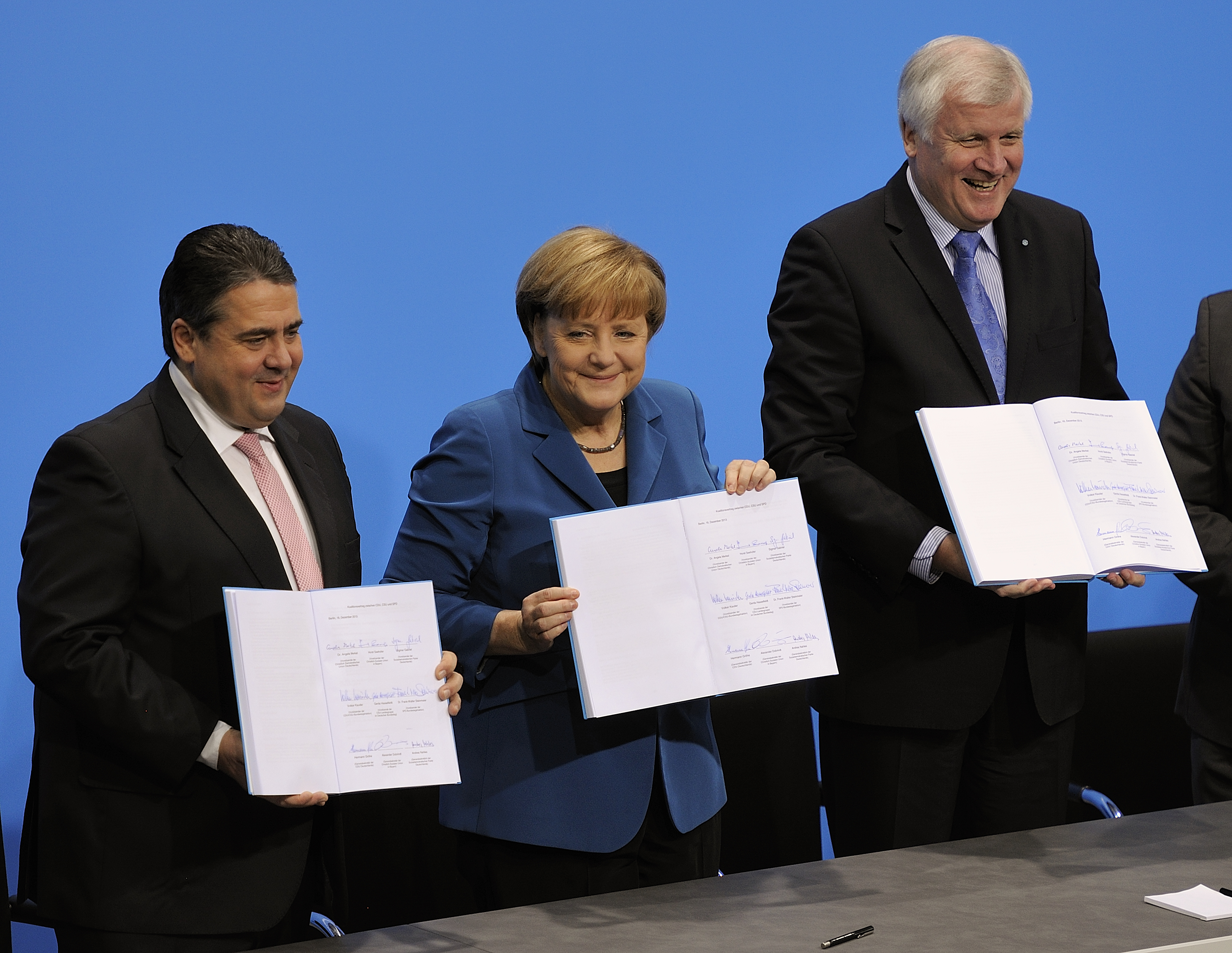
Зігмар Габріель (СДП), Ангела Меркель (ХДС) та Горст Зеєгофер (ХСС) після підписання коаліційної угоди для 18-го скликання Бундестагу, 16 грудня 2013

### Кількість учасників
За кількістю учасників партійні коаліції поділяються на двопартійні та багатопартійні.

### Розмір партій-учасників
Залежно від розміру партій, які формують партійну коаліцію, вони поділяються на коаліції великих партій, малих партій і середніх партій.

#### Партія-обгортка
Термін запропонований для позначення малих партій, які беруть участь у процесі формування парламентських коаліцій. Такі партії Ю. Шведа пропонує ділити на чотири типи: комплементарні, буферні, балансуючі та партії-крила.

### Мета формування
Залежно від мети формування коаліції вони поділяються на виборчі (варіант: передвиборчі, електоральні), парламентські та урядові коаліції.

#### Виборчі коаліції
Спрацьовує «психологічний ефект», описаний Дюверже — виборці охочіше голосують за сильніших учасників виборчих змагань.
При формуванні виборчих коаліцій політичні партії виходять з того, що спільно вони досягнуть кращих результатів, ніж окремо. Учасники коаліції прагнуть зібрати більшу кількість голосів виборців, ніж коли вони збирають їх окремо.
У зв'язку з цим виборчі коаліції поділяються на адитивні, субадитивні, суперадитивні.
Адитивна — тип виборчої коаліції, при якій політичні партії, що входять до її складу, отримують підтримку виборців, яка дорівнює сумі підтримки кожного учасника коаліції окремо. Коаліції, що отримують меншу сумарну підтримку, називаються субадитивними, а ті коаліції, які отримують більшу сумарну підтримку називаються суперадитивними.
Виборчі коаліції в Україні почасти називаються блоками.

#### Парламентські коаліції

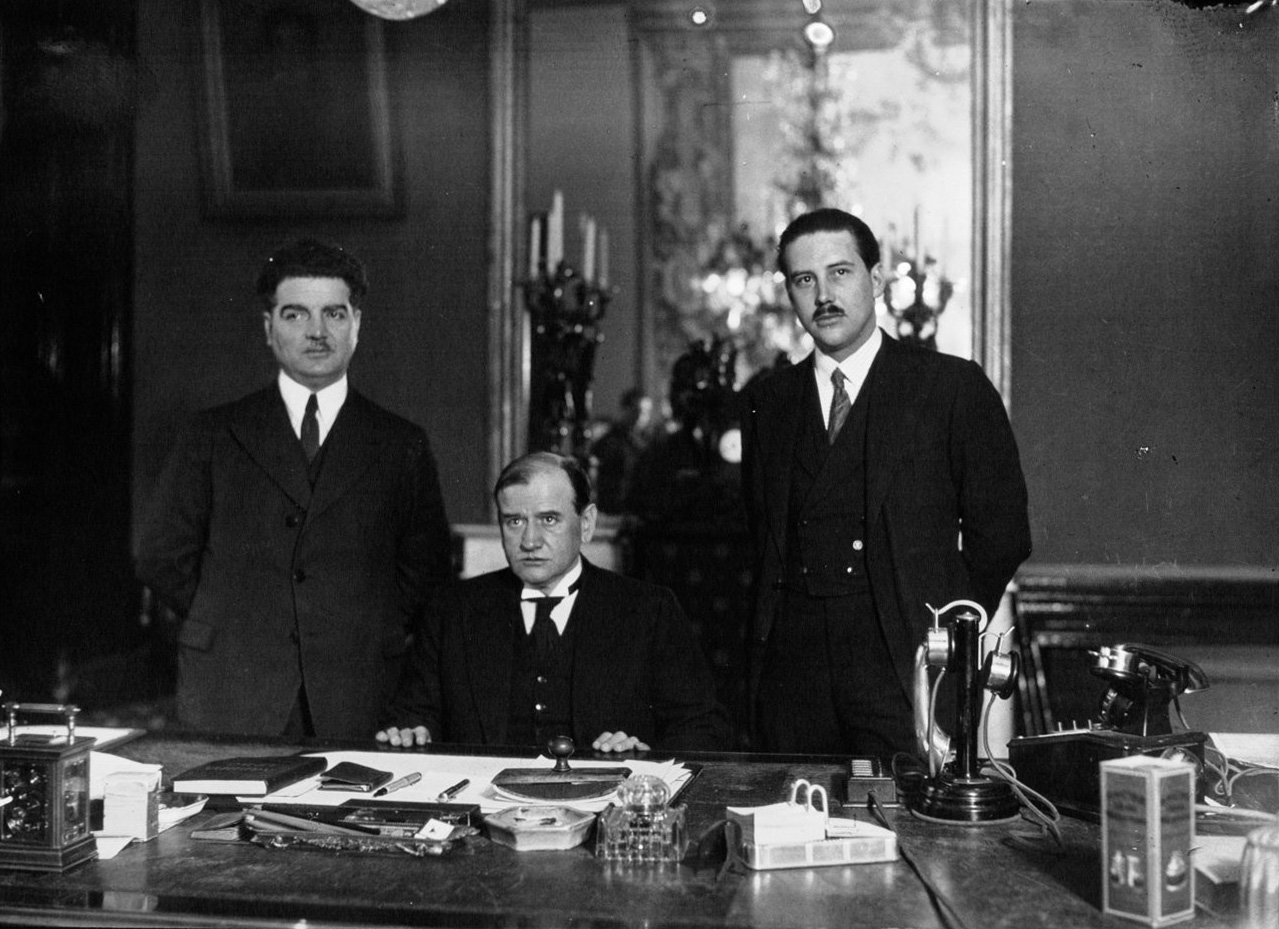
Едуар Даладьє зі своїми партнерами по коаліції «Народний фронт» (1933)

Це коаліції, які створюються фракціями в парламенті окремого скликання для забезпечення своєї парламентської діяльності. Найголовніша функція парламентської коаліції, яка становить більшість — спільне голосування законів. Функція парламентської коаліції, яка становить меншість — солідарна опозиційна діяльність.
На практиці існує кілька типів парламентських коаліцій: коаліція як результат розпорошення партій (Нідерланди, Бельгія, Фінляндія, Данія); двоблокова коаліція (ФРН); коаліція навколо домінуючої партії (Японія, Швеція, Норвегія); коаліція проти домінуючої партії (коаліції проти соціал-демократів у Скандинавських країнах).

#### Урядові коаліції
Урядові (правлячі) коаліції формуються за підсумками виборів. Їх призначенням є формування і підтримка діяльності кабінету.

### Стабільність
Партійні коаліції можуть бути як стабільними, так і нестабільними, від чого залежить стабільність уряду.
У Швейцарії, Швеції, Норвегії, Німеччині та деяких інших країнах склалися стабільні партійні коаліції, які змагаються за владу між собою і формують кабінет на весь термін свого мандату.
Характерним прикладом нестабільних коаліцій є Бельгія, Італія, Греція. У країнах із парламентарними формами правління і нестабільними партійними коаліціями уряди можуть змінюватися кілька разів за один термін повноважень парламенту.

### Взаємовідносини партій всередині коаліції
Якщо партійна система країни характеризується представництвом у парламенті багатьох невеликих політичних партій, які не користуються більш-менш значним впливом, то за такої системи кабінет формується або на основі широкої коаліції партій, або взагалі на позапартійній основі. Вона характерна для перехідних суспільств, зокрема для колишніх радянських республік, що стали незалежними державами, країн Східної Європи на початковому етапі переходу до демократії. Широка коаліція є неефективною під кутом зору функціонування парламенту й забезпечення стабільності уряду.
Якщо коаліція сформована невеликим числом потужних політичних гравців, вона є вузькою.

### Відкритість

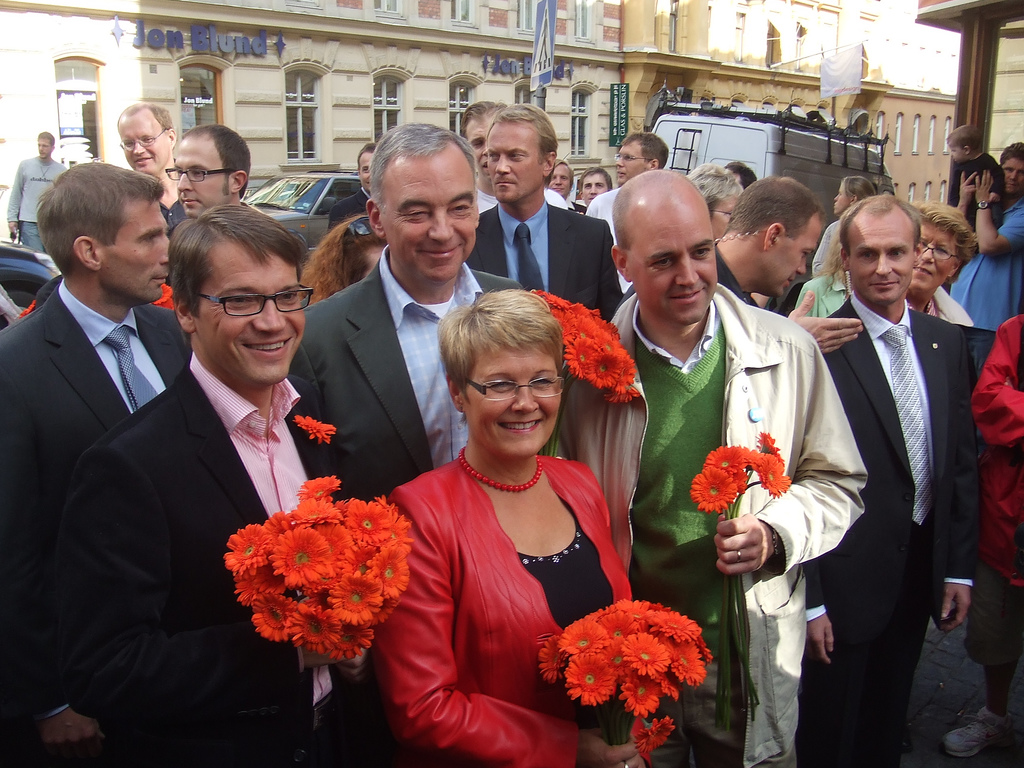
Лідери партій опозиційної виборчої коаліції у Швеції під час виборів 2006 року до Риксдагу

Коаліції можуть бути закритими (ідеологічними), якщо її суб'єкти належать тільки до лівого чи тільки до правого ідеологічного спектру, або ж відкритими (неідеологічними), якщо згадану вище умову не витримано.
Закриті коаліції відзначаються наявністю спільних рис в ідеологічному світогляді своїх партій та своїм небажанням приймати до коаліції будь-яку політичну партію або фракцію, якщо вона не поділяє їхньої ідеології.
Відкриті коаліції зазвичай створюються тоді, коли основні політичні партії, незважаючи на різні ідеології, визнають необхідність співпраці щодо конкретного питання або проблеми, та готові працювати разом задля розв'язання цієї проблеми. Відкриті коаліції поширені, зокрема, під час воєн і економічних криз.

### Строк існування
Залежно від часу, на який створюється коаліція, вона може бути довгостроковою (постійною, з метою тривалої участі у процесі вироблення політики) або короткостроковою (тимчасовою, для досягнення окремих, наперед визначених політичних цілей).

### Територія
Найчастіше партійні коаліції створюються в межах конкретної держави. Проте, за умови наявності в країні місцевих парламентів, коаліції в них також будуть місцевими. Крім того, ідеологічно близькі партії з різних держав також можуть створювати коаліції (наприклад, у Європарламенті).

## Коаліції в Україні

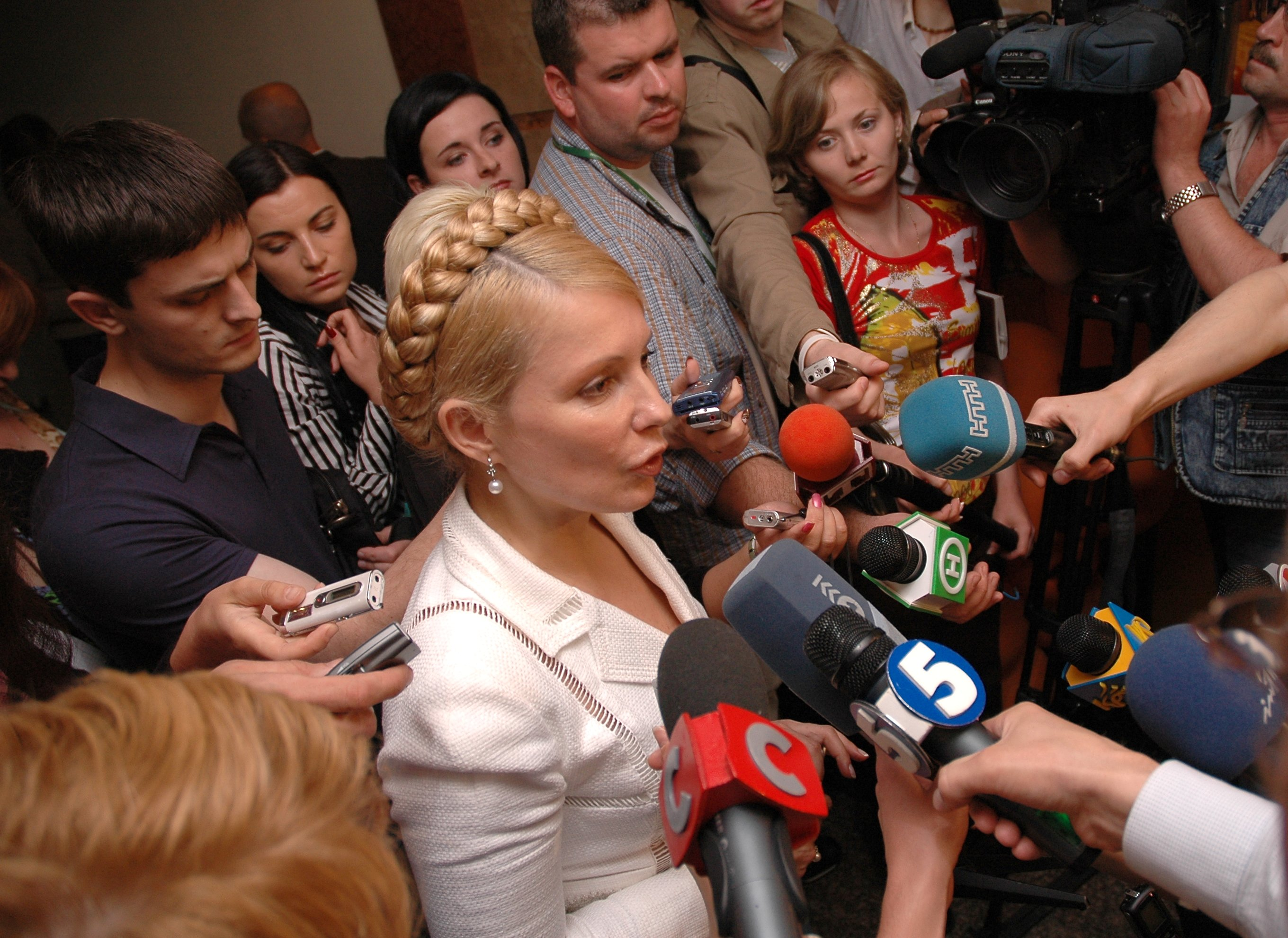
Юлія Тимошенко повідомляє про створення коаліції у складі БЮТ, «Нашої України» та СПУ (22 червня 2006), яка розпалася через кілька тижнів

Законів про парламентські коаліції не існує, і в жодній з конституцій демократичних держав Заходу не згадується порядок утворення коаліцій і правила їхньої поведінки, за винятком двох положень: кабінет має піти у відставку, коли він втратив довіру з боку парламенту; кабінет офіційно йде у відставку після загальних виборів.
На відміну від цього, Конституція України (в редакції 2004–2010 рр. та з 2014 року) закріплює коаліцію депутатських фракцій у Верховній Раді України як формально визначеного суб'єкта конституційних правовідносин.
До складу коаліції депутатських фракцій уходить більшість народних депутатів України від конституційного складу Верховної Ради України, які (депутатські фракції) на основі узгодження політичних позицій погодились на спільну парламентську діяльність.
Під терміном «коаліція депутатських фракцій» суддя Конституційного Суду України П. Ткачук пропонує розуміти політично узгоджене, добровільне фракційне об'єднання народних депутатів України у Верховній Раді України, що становить більшість від її конституційного складу.
Коаліція депутатських фракцій у Верховній Раді України вносить пропозиції Президенту України щодо кандидатури Прем'єр-міністра України, а також вносить пропозиції щодо кандидатур до складу Кабінету Міністрів України (стаття 83 Конституції України).

## Теорія коаліцій
Багатопартійна система рано чи пізно обов'язково призводить до появи коаліцій. Теорія коаліцій — це самостійний і дуже складний розділ політології. Так відбувається тому, що коаліційна політика вважається вершиною політичного мистецтва.
Теорія коаліцій пояснює процедури формування партійних коаліцій. Зокрема, ефективне пояснення цього процесу пропонує теорія ігор. Серед інших теоретичних концепцій, що намагаються пояснити процес формування коаліцій, є теорія мінімально виграшних коаліцій і теорія максимально закритих коаліцій.

### Статті про іноземні партійні коаліції
Коаліція радикальних лівих — Греція
Інша Росія — Росія
Коаліція партій за демократію — Чилі
Трипартійна коаліція — Франція
Народний фронт — Франція
Картель лівих — Франція
Коаліція за Болгарію — Болгарія
Реформаторський блок — Болгарія
Об'єднання демократичних сил — Болгарія
Союз за Монако — Монако
Кукуріку — Хорватія
ХДС/ХСС — Німеччина
Авентинський блок — Італія
З Монті за Італію — Італія
Єдність — Латвія
Центр злагоди — Латвія
Альянс за Швецію — Швеція
Прогресивний блок — Російська імперія
Альянс європейських національних рухів — ЄС
Прогресивний альянс соціалістів і демократів — ЄС
Альянс націй Європи — ЄС